# Cornelis Musius
Cornelis Musius (Delft, 10 giugno 1500 – Leida, 10 dicembre 1572) è stato un presbitero e poeta olandese.
Fu l'ultimo rettore del Sint Agathaklooster a Delft, fino a quando fu impiccato senza processo nel dicembre del 1572. Anche se mai ufficialmente canonizzato, viene considerato un martire dai cattolici olandesi.

## Vita
Musius nacque a Delft il 10 giugno 1500 (le fonti non sono tuttavia concordi su questo punto, e sono state proposte date o luoghi alternativi). Era figlio di Johannes Pietersz Muys, membro della famiglia aristocratica dei Muys van Holy di Dordrecht e di Elisabeth Woudana. Rimasto orfano da giovane, intraprese la carriera sacerdotale. Studiò teologia all'Università di Lovanio e viaggiò nelle Fiandre e in Francia, risiedendo per qualche tempo a Gand, Arras, Parigi e Poitiers. In seguito divenne rettore del Sint Agathaklooster a Delft, incarico che conservò per 35 anni. Umanista erasmiano, fu celebrato autore di versi latini e intrattenne rapporti epistolari con i numerosi studiosi che aveva incontrato durante i suoi viaggi. Fu amico intimo di Maarten van Heemskerck, al quale commissionò un ciclo di dipinti per il convento.
Dopo la presa di Delft da parte dei ribelli protestanti nel 1572, Musius, essendo un intellettuale molto rispettato, conservò il posto. Contravvenendo al coprifuoco imposto ai membri del clero cattolico e degli ordini religiosi, lasciò la città per portare in salvo i tesori della chiesa, ma fu catturato dal signore di Lumey e trasportato a Leida. Lì, nonostante avesse un lasciapassare di Guglielmo d'Orange, fu picchiato, torturato e impiccato.
Le sue sofferenze furono descritte nel Theatrum crudelitatum di Richard Verstegen (Anversa, 1587) e nel decimo libro della Historia martyrum Batavicorum di Petrus Opmeer (Colonia, 1625).

## Opere
- Cornelis Musius, Institutio foeminae christianae ex ultimo capite Proverbiorum Salomonis, Pictavii, ex officina Marnesiorum fratrum, 1536.
- Cornelis Musius, Solitudo sive Vita Solitaria laudata, Anversa, Christophe Plantin, 1566.